# Micro-DVI
La porta Micro-DVI è una porta di connessione video usata da alcuni produttori di hardware come Asus e Apple su alcuni prodotti tra gennaio e ottobre dell'anno 2008. Essa è più piccola della porta Mini-DVI e occorre un adattatore per poterla usare per visualizzare video su un monitor o su un TV che ha un connettore differente (solitamente il produttore di hardware fornisce un adattatore da Micro-DVI a DVI o un adattatore da Micro-DVI a VGA).
La porta Micro-DVI è stata abbandonata ed è stata sostituita dal nuovo connettore Mini DisplayPort.